# Pseudometachilo
Pseudometachilo är ett släkte av fjärilar. Pseudometachilo ingår i familjen Crambidae.
Kladogram enligt Catalogue of Life:
| Pseudometachilo | \| \| Pseudometachilo delius \| \| \| \| \| \| Pseudometachilo diatraeellus \| \| \| \| \| \| Pseudometachilo distictellus \| \| \| \| \| \| Pseudometachilo faunellus \| \| \| \| \| \| Pseudometachilo irrectellus \| \| \| \| \| \| Pseudometachilo subfaunellus \| \| \| \| |
|                 | \| \| Pseudometachilo delius \| \| \| \| \| \| Pseudometachilo diatraeellus \| \| \| \| \| \| Pseudometachilo distictellus \| \| \| \| \| \| Pseudometachilo faunellus \| \| \| \| \| \| Pseudometachilo irrectellus \| \| \| \| \| \| Pseudometachilo subfaunellus \| \| \| \| |
|                 | Pseudometachilo delius |
|                 | |
|                 | Pseudometachilo diatraeellus |
|                 | |
|                 | Pseudometachilo distictellus |
|                 | |
|                 | Pseudometachilo faunellus |
|                 | |
|                 | Pseudometachilo irrectellus |
|                 | |
|                 | Pseudometachilo subfaunellus |
|                 | |